# Бавел (Нідерланди)
Бавел (нід. Bavel) — село в нідерландській провінції Північний Брабант. Його територія розділена між муніципалітетами Алфен-Хам і Бреда.
Його площа становить 12,88 км², а населення станом на 2021 рік складало 8.375 осіб.